# The Shadow Side
The Shadow Side —en español: El lado de la sombra— es el primer álbum del vocalista de Black Veil Brides, Andy Black como trabajo en solitario. El disco será lanzado a través de UMG Recordings Inc & Lava Music LLC el 6 de mayo de 2016. El álbum cuenta con el primer sencillo llamado "We Don't Have to Dance" que fue lanzado en 18 de marzo de 2016.

## Antecedentes
En 2014, Biersack reveló a la revista Kerrang! que había estado trabajando en nueva música fuera de Black Veil Brides, de la que se llamaría Andy Black. Él explica que su proyecto en solitario tendrá un sonido radicalmente diferente en comparación con la banda, y que él sentía que no podía crear ese sonido dentro de la banda, por lo que decidió tomarlo como un artista en solitario. La inspiración de Andy para este proyecto fue su amor por los años 80, la música gótica estará trabajando con el exproductor de Black Veil Brides John Feldmann. 
El 19 de mayo de 2014 estrena su primera canción, titulada "They Don't Need to Understand", en línea con un vídeo de la música a través de Hot Topic.
El 17 de marzo de 2016, Biersack anunciado el título de su primer álbum como Andy Black llamado The Shadow Side, programado para ser lanzado el 6 de mayo de 2016.

## Sencillos
- We Don't Have to Dance: Es el primer sencillo del nuevo álbum, junto con su vídeo musical 3 días después. Fue lanzado el 18 de marzo de 2016.

## Lista de canciones
Todas las canciones escritas y compuestas por Andy Black. 
| N.º | Título                                     | Duración |  |
| 1.  | «Homecoming King»                          | 4:55     |  |
| 2.  | «We Don't Have to Dance»                   | 3:13     |  |
| 3.  | «Ribcage»                                  | 3:51     |  |
| 4.  | «Stay Alive» (con Matt Skiba de Blink-182) | 4:08     |  |
| 5.  | «Love Was Made to Break»                   | 3:25     |  |
| 6.  | «Beautiful Pain»                           | 3:32     |  |
| 7.  | «Put the Gun Down»                         | 3:45     |  |
| 8.  | «Drown Me Out»                             | 2:51     |  |
| 9.  | «Paint It Black»                           | 4:12     |  |
| 10. | «Break Your Halo»                          | 3:30     |  |
| 11. | «Louder Than Your Love»                    | 3:30     |  |
| 12. | «Broken Pieces»                            | 3:35     |  |
| 13. | «The Void»                                 | 4:50     |  |